# Metroxylon paulcoxii
Metroxylon paulcoxii är en enhjärtbladig växtart som beskrevs av Mcclatchey. Metroxylon paulcoxii ingår i släktet Metroxylon och familjen Arecaceae. Inga underarter finns listade i Catalogue of Life.